# Sernancelhe e Sarzeda
Sernancelhe e Sarzeda (oficialmente: União das Freguesias de Sernancelhe e Sarzeda) é uma freguesia portuguesa do município de Sernancelhe, com 44,78 km² de área e 1755 habitantes (censo de 2021). A sua densidade populacional é 39,2 hab./km².

## História
Foi criada aquando da reorganização administrativa de 2012/2013, resultando da agregação das antigas freguesias de Sernancelhe e Sarzeda.

## Demografia
A população registada nos censos foi:
| Distribuição da População por Grupos Etários | Distribuição da População por Grupos Etários | Distribuição da População por Grupos Etários | Distribuição da População por Grupos Etários | Distribuição da População por Grupos Etários | Distribuição da População por Grupos Etários |
| -------------------------------------------- | -------------------------------------------- | -------------------------------------------- | -------------------------------------------- | -------------------------------------------- | -------------------------------------------- |
| Antes da agregação                           |                                              |                                              |                                              |                                              |                                              |
| Ano                                          | 0-14 anos                                    | 15-24 anos                                   | 25-64 anos                                   | >= 65 anos                                   | Total                                        |
| 2001                                         | 343                                          | 252                                          | 884                                          | 311                                          | 1790                                         |
| 2011                                         | 263                                          | 202                                          | 873                                          | 375                                          | 1713                                         |
| Após a agregação                             |                                              |                                              |                                              |                                              |                                              |
| Ano                                          | 0-14 anos                                    | 15-24 anos                                   | 25-64 anos                                   | >= 65 anos                                   | Total                                        |
| 2021                                         | 220                                          | 183                                          | 867                                          | 485                                          | 1755                                         |